# 京瓷桑加體育場
京瓷桑加體育場（日语：サンガスタジアム by Kyocera），原名為京都體育場（日语：京都スタジアム），是位於日本京都府龜岡市的一座體育場，目前作為日本職業足球聯賽球隊京都不死鳥的主場，於2020年初落成。總部位於京都的跨國科技公司京瓷在2019年以20億日元的價格購買球場冠名權。

## 球場設備
體育場南北宽度为126米，东西长度为84米。建筑物为钢筋混凝土结构和钢结构，地上4层，高度为27.6米。
體育場的建築面積約為16,000平方米，延床面積約為35,601.30平方米，敷地面積約為33,140平方米。座位數量為21,670個（主看台：3,910个，后看台：6,780个，北侧看台：5,530个，南侧看台：5,450个）。球場的草坪使用的是名為「庆典」的百慕大草種，這種草種具有良好的生長性和耐久性，適合足球比賽。球场和看台之间有1.2米的高差，并且南北看台下设有通风口。
體育場設施包括一家佔地1800平方米的商業店舖和一個設有露台座位的500平方米餐廳，供觀眾在比賽期間享用飲食服務。

## 命名權
为了确保公共设施的维护和改善，同时筹集资金，从2019年4月1日起，针对位于京都府内设有总部和分店的企业，以条件为“每年超过1亿日元，持续使用时间超过10年”的要求，开始招募命名权合作伙伴。在此招募中，只有位于京都市伏见区并拥有总部的京瓷公司提交申请。于2019年6月25日，京瓷公司被选为优先谈判者，而体育场的名称将为「日语：」。

## 外部鏈接
- 官方网站 （日語）
- 京瓷桑加體育場的Facebook專頁 （日語）
- 京瓷桑加體育場的X（前Twitter） （日語）
- 京瓷桑加體育場的Instagram帳戶 （日語）